# Mephitis
Mephitis je rod sisavaca koji pripada porodici Mephitidae. Rod čine dvije vrste koje nastanjuju Sjevernu Ameriku.
| Slika | Znanstveno ime    | Raspon |
| ----- | ----------------- | --- |
|       | Mephitis mephitis | južna Kanada, Sjedinjene Američke Države i sjeverni Meksiko                                                           |
|       | Mephitis macroura | jugozapadni dio Sjedinjenih Američkih Država, Meksiko, Gvatemala, Honduras, Nikaragva i sjeverozapadni dio Kostarike. |